# Михаил Михайлов (политик, р. 1958)
Михаил Рашков Михайлов е български лекар и политик, депутат в XXXVII, XXXVIII, XXXIX и XLI народно събрание, избран последователно с листите на СДС, ОДС и на Синята коалиция.

## Биография

### Образование и лекарска практика
Михаил Михайлов е роден на 10 април 1958 година в Панагюрище. Завършва медицина през 1984 година във ВМИ „Иван Петрович Павлов“ (днес Медицински университет-Пловдив). Започва работа в психиатричния диспансер в Хасково като ординатор. През 1988 год. взема специалност „Психиатрия“. Практикува до 1992 г. в Хасково.

### Политическа дейност
На 20 ноември 1989 г. д-р Михайлов става един от учредителите на клуб  „Демокрация“ в Хасково и е избран за негов председател.  От 1991 до 1992 г. е председател е на СДС в Хасково.
От 1991 до 1993 г. е областен управител на Хасковска област. През март 1993 г. е избран за член на президиума на Световната асоциация на регионите във Флоренция. Уволнен е като областен управител от правителството на Любен Беров.
През 1993 и 1994 г. е изпълнителен директор на Фонд „Демокрация“.  
През декември 1994 г. Михаил Михайлов е избран за народен представител от листата на СДС в 13-ти Пазарджишки избирателен район. От 1994 до 2005 година е народен представител в XXXVII, XXXVIII и XXXIX народно събрание, като в  XXXVIII НС заема поста зам.-председател на Комисията по здравеопазване. 
През 1996 г. д-р Михайлов е един от инициаторите за провеждане на предварителни президентски избори в рамките на ОДС. Участва в предизборния щаб на Петър Стоянов, където отговаря за политическия маркетинг. На XI национална конференция на СДС (2000) е избран за член на НИС. 
През 2002 г. Михаил Михайлов е избран за член  на Националния изпълнителен съвет на СДС, а по-късно през същата година става член на Медийната комисия на Европейската народна партия. В периода 1997 - 2001 г. е председател на парламентарната делегация Централна Европейска Инициатива (ЦЕИ). 
През 2009 г. за четвърти път става за народен представител в XLI Народно събрание като водач на листата на Синята коалиция в Русе. През 2012 г. е изключен от СДС за неплащане на членския внос.

### Друга активност
През 2013 г. заедно с проф. Лъчезар Цоцорков и д-р Борислав Ацев започва работа по проект за изграждането на съвременна и модерна болница в родния им град. След  нейното създаване е избран за член на борда на директорите на Асарел Панагюрище Здраве, основен инвеститор в болница Уни Хоспитъл, където е и мениджър комуникации.